# 4342 Freud
4342 Freud eller 1987 QO9 är en asteroid i huvudbältet som upptäcktes den 21 augusti 1987 av den belgiske astronomen Eric W. Elst vid La Silla-observatoriet. Den är uppkallad efter den österrikiske läkaren och neurologen, Sigmund Freud.
Asteroiden har en diameter på ungefär 19 kilometer.